# Ulysse de Pauw

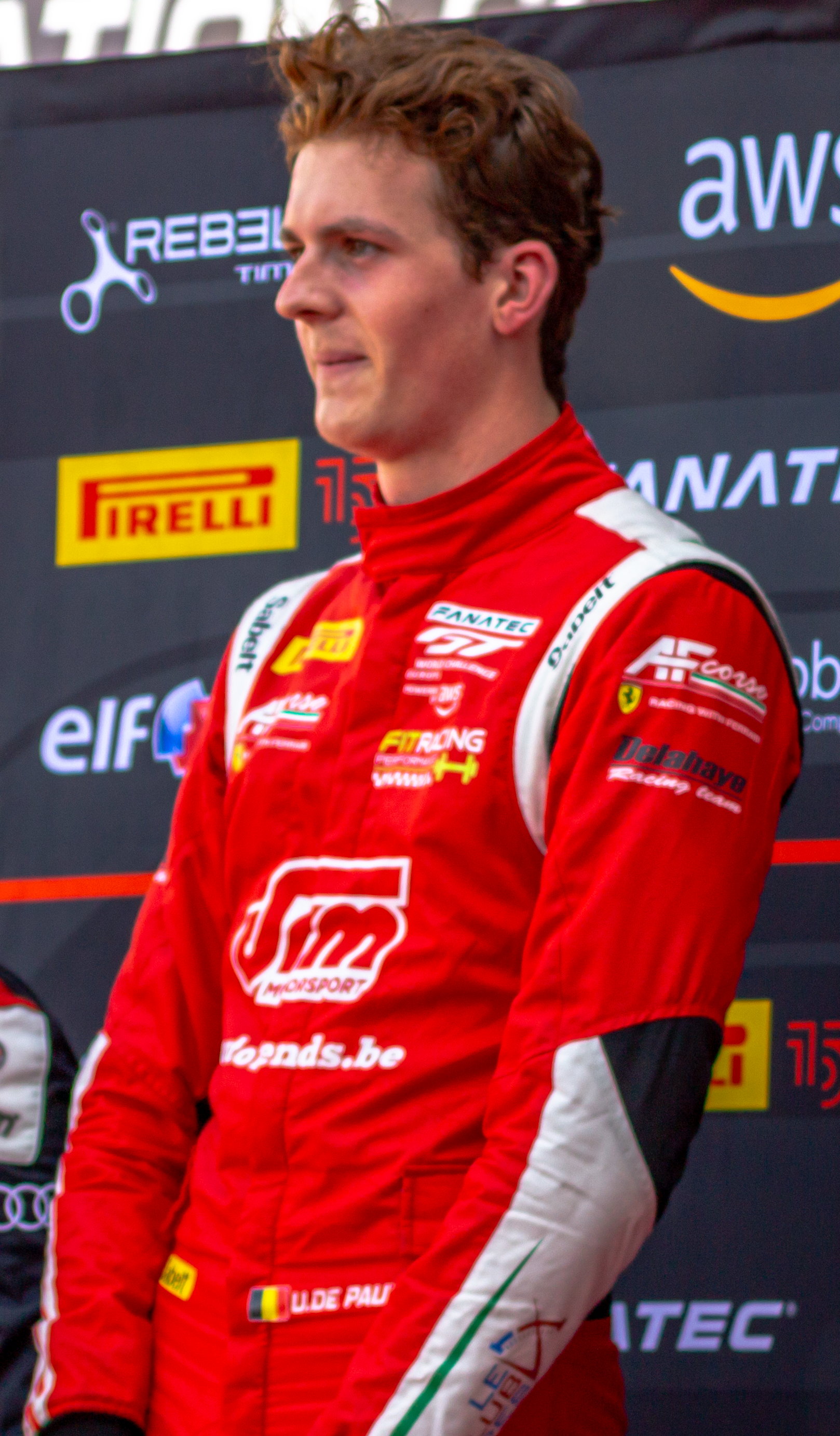
Ulysse de Pauw 2022

Ulysse de Pauw (* 3. September 2001 in Grez-Doiceau) ist ein belgischer Autorennfahrer.

## Karriere als Rennfahrer
Nach Anfängen im Kartsport, unter anderem gewann er 2012 die Rotax Max Challenge Belgium Mini Max, wechselte Ulysse de Pauw 2018 in den Monopostosport. Er startete in der französischen Formel-4-Meisterschaft dieses Jahres und beendete die Saison hinter Caio Collet und Ugo de Wilde an der dritten Stelle. Nach dem siebten Endrang 2019 wurde er 2020 Dritter der  BRDC britischen Formel-3-Meisterschaft.
2022 stieg Ulysse de Pauw in den Sportwagensport um, startete in der GT World Challenge Europe und ab 2023 für AF Corse in der FIA-Langstrecken-Weltmeisterschaft.

## Statistik

### Le-Mans-Ergebnisse
| Jahr | Team     | Fahrzeug            | Teamkollege | Teamkollege   | Platzierung | Ausfallgrund |
| ---- | -------- | ------------------- | ----------- | ------------- | ----------- | ------------ |
| 2023 | AF Corse | Ferrari 488 GTE Evo | Simon Mann  | Julien Piguet | Ausfall     | Unfall       |

### Einzelergebnisse in der FIA-Langstrecken-Weltmeisterschaft
| Saison | Team     | Rennwagen       | 1   | 2   | 3   | 4   | 5   | 6   | 7   |
| ------ | -------- | --------------- | --- | --- | --- | --- | --- | --- | --- |
| 2023   | AF Corse | Ferrari 488 GTE | SEB | POR | SPA | LEM | MON | FUJ | BAH |
| 2023   | AF Corse | Ferrari 488 GTE | 20  | 25  | 25  | DNF | 30  |     |     |